# Campo Testaccio
Der Campo Testaccio war ein Fußballstadion in der italienischen Hauptstadt Rom.
Das Stadion lag im gleichnamigen Römer Stadtteil, bot etwa 20.000 Besuchern Platz und diente von 1929 bis 1940 als Heimstätte der AS Rom.

## Geschichte
Die 1927 gegründete AS Rom trug ihre ersten Heimspiele im Motovelodromo Appio und im Stadio della Rondinella aus. Zwischen 1928 und 1929 wurde der Campo Testaccio von Silvio Sensi, dem Vater des späteren Roma-Präsidenten Franco Sensi, nach Vorbild englischer Stadien – insbesondere dem Goodison Park des FC Everton – als „echte“ Heimstätte der AS Rom errichtet. Er bestand aus vier hölzernen Tribünen und kostete zur damaligen Zeit etwa 1,5 Millionen Lire. Der Campo Testaccio lag an der Via Nicola Zabaglia in direkter Nähe zum Monte Testaccio. Da man von diesem das Stadion gut einsehen konnte, trafen sich zu jedem Spiel zahlreiche Zuschauer auf dem Berg und verfolgten die Partien kostenlos.
Die erste offizielle Partie auf dem noch mit einem Hartplatz versehenen Campo Testaccio fand am 3. November 1929 statt. Die AS Rom besiegte dabei am 5. Spieltag der Serie A 1929/30 den FBC Brescia mit 2:1. Die Torschützen auf Römer Seite waren Rodolfo Volk und Fulvio Bernardini.
In den folgenden Jahren wurde der Campo Testaccio zu einem bedeutenden Teil der Vereinsgeschichte der Roma. Die Roma di Testaccio mit Größen wie Volk, Bernardini, Amedeo Amadei, Attilio Ferraris, Raffaele Costantino, Guido Masetti, Enrique Guaita, Alejandro Scopelli oder Eraldo Monzeglio galt als charakterstarke Truppe, die stets aufopferungsvoll kämpfte. Obwohl die Roma auf dem Campo Testaccio keine Titel erringen konnte, gelangen einige eindrucksvolle Siege. Darunter am 15. März 1931 ein 5:0 gegen Juventus Turin, die Anfang der 1930er-Jahre fünf italienische Meisterschaften in Folge gewannen.
Den größten Teil der Saison 1937/38 wich die Roma in das mehr als doppelt so große Stadio Nazionale del PNF aus, da eine der Holztribünen baufällig geworden war und durch eine Betonkonstruktion ersetzt werden musste. Nach dem Umbau kehrte die Roma auf den mittlerweile zu klein gewordenen Campo Testaccio zurück, verließ ihn aber nur zwei Jahre später endgültig in Richtung Stadio Nazionale del PNF. Nach der letzten Partie der Saison 1939/40, die am 2. Juni 1940 mit 3:1 gegen die AC Novara endete, wurde das Stadion abgerissen.
Insgesamt beherbergte der Campo Testaccio 161 offizielle Partien der Roma. Davon gewann sie 103, spielte 32-mal unentschieden und musste 26 Niederlagen hinnehmen.
Anfang der 2000 existierten Pläne, dem Campo Testaccio in etwas verkleinerten Dimensionen wieder aufzubauen. Die 2008 begonnenen Arbeiten blieben bisher unvollendet und das Gelände ist im Moment eine Investitionsruine.

## Galerie

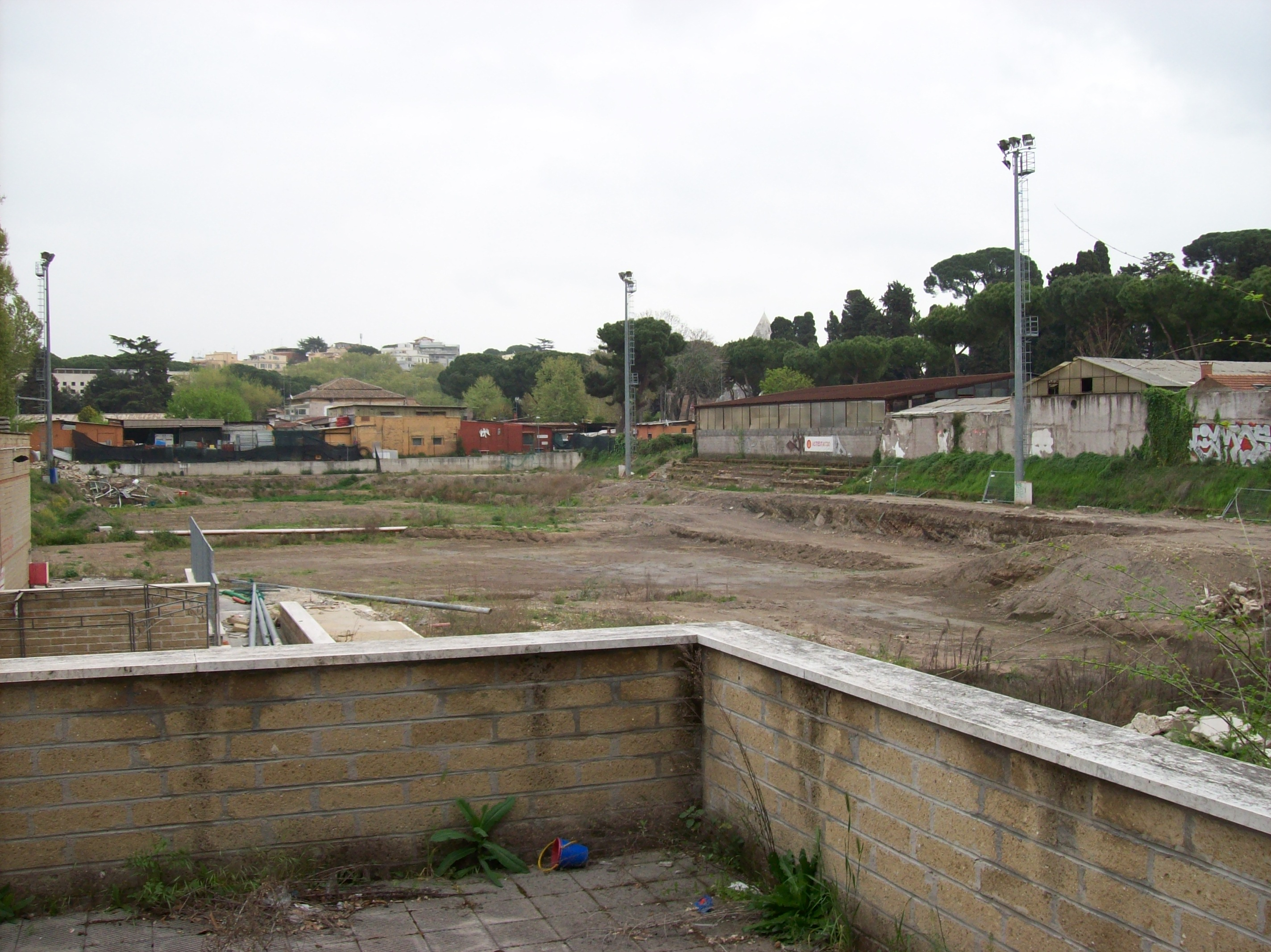
Zustand im April 2012
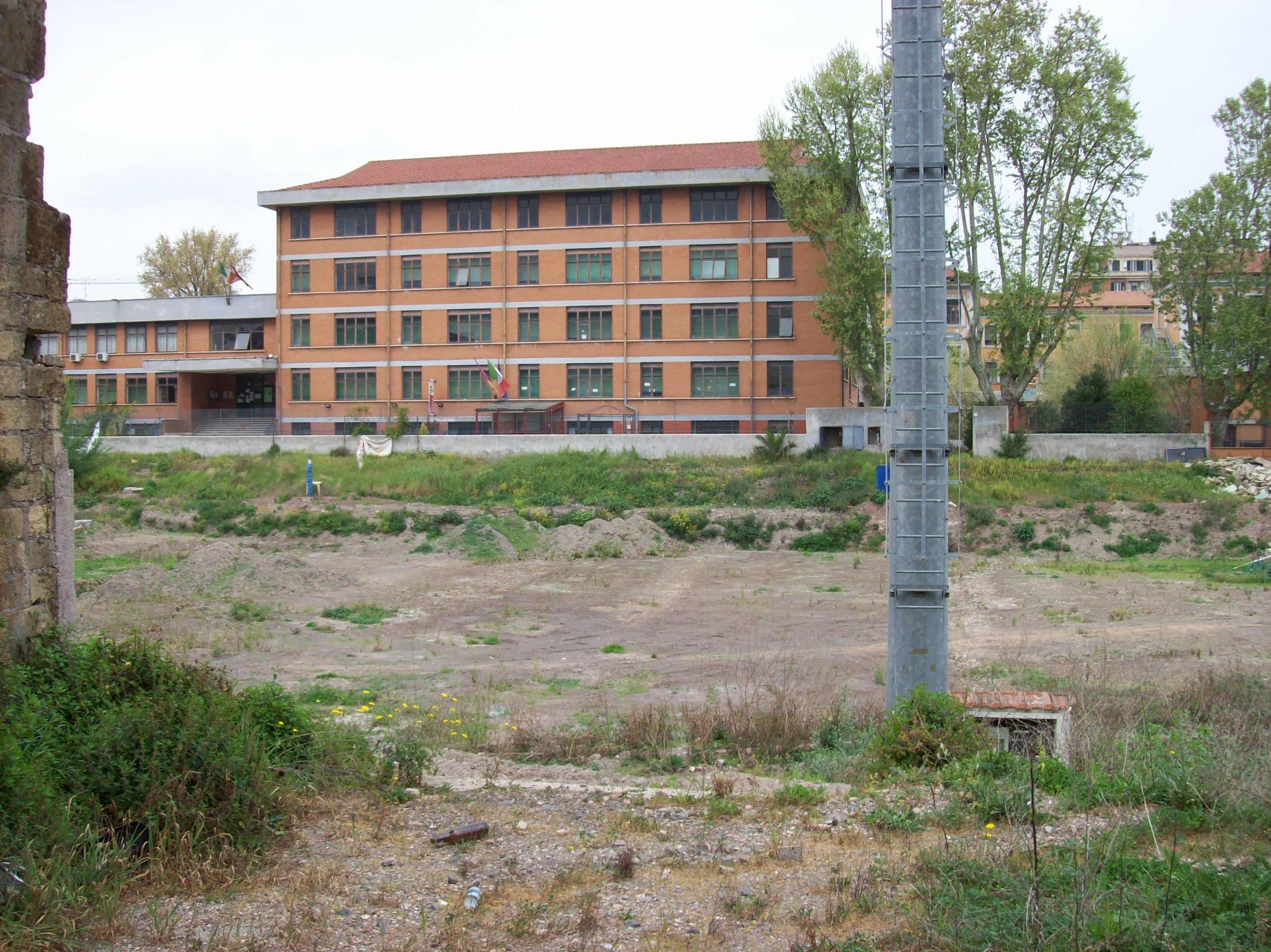
Zustand im April 2012